# Rowy (Łódź)
Pour les articles homonymes, voir Rowy.
Rowy est une localité polonaise de la gmina de Wróblew, située dans le powiat de Sieradz en voïvodie de Łódź.